# Frank Steunenberg
Frank Steunenberg, född 8 augusti 1861 i Keokuk, Iowa, död 30 december 1905 i Caldwell, Idaho, var en amerikansk politiker och publicist. Han var guvernör i delstaten Idaho 1897–1901. Han blev mördad av fackföreningsmedlemmen Harry Orchard.
Steunenberg var ansvarig utgivare för en lokaltidning i Iowa och flyttade 1887 till Idahoterritoriet där han skrev för Caldwell Tribune. Han skrev om lokala frågor, bland annat om bristen på ogifta kvinnor i Caldwell. I guvernörsvalet 1896 nominerades han av både demokraterna och populisterna. Valsegern var betydande. Två år senare omvaldes han för ytterligare en tvåårig mandatperiod.
År 1899 strejkade gruvarbetarna i Idaho. Steunenberg bad president William McKinley om federala trupper till delstaten. För att få slut på strejken blev över tusen fackföreningsmedlemmar anhållna utan rättegång.
Steunenberg omkom i ett bombattentat fyra år efter att ha lämnat guvernörsämbetet. Harry Orchard dömdes till livstids fängelse för dådet.